# Roman Kienast
Roman Kienast, född 29 mars 1984 i Salzburg, Österrike, är en österrikisk fotbollsspelare. Han var under en del av säsongen 2008 utlånad till den allsvenska klubben Helsingborgs IF från norska Hamarkameratene. Han spelar som anfallare.
Efter en mindre lyckad försäsong i bottenlaget Ham-Kam i norska högstaligan lånades han ut till Helsingborgs IF som hade valt honom som ersättare till Razak Omotoyossi som hade värvats till den saudiarabiska klubben Al-Nasr. Kienast gjorde sin debutmatch i HIF mot GIF Sundsvall på hemmaplan i ett stormande väder med ösregn. Roman fick en mindre lyckad debut när han brände två bra målchanser som åtminstone ett av dem skulle varit mål på.
Den 1 september 2008 spelade Helsingborgs IF mot Hammarby IF på Olympia. Roman byttes in i den 87:e minuten mot Henrik Larsson. Då passade Kienast på att göra sitt första mål i HIF-tröjan.
Kienast var starkt ifrågasatt i HIF och klubben valde att inte köpa loss honom.
Kienast provtränade sedan med den engelska championship-klubben Plymouth Argyle.
Kienast spelade även för Österrikes herrlandslag i fotboll och fick hoppa in i alla Österrikes tre gruppmatcher i EM 2008. Han gjorde dock inga mål där.